# Ханх
Ханх (монг. Ханх) — сомон в аймаке Хувсгел. Расположен в северной части аймака, граничит с сомонами: Рэнчинлхумбэ (на западе), Цагаан-Уурэ (на востоке), Чандмань-Ундер (на юге), а также с Россией (на севере); значительную часть территории сомона занимает озеро Хубсугул. Площадь составляет 5500 км². Население на 2000 год — 2140 человек. Административный центр — Турт, расположен на берегу озера Хубсугул, в 280 км от города Мурэн, в 1020 км от Улан-Батора и в 22 км от КПП на границе с Россией.
Сомон был основан в 1931 году, однако в 1955 году был расформирован. В 1959 году был восстановлен, в 1978 году становится частью сомона Рэнчинлхумбэ, однако в 1994 году сомон Ханх был восстановлен снова.
По данным на 2004 год в сомоне было примерно 26 000 голов скота, из них: 7500 коз, 6600 овец, 8900 коров и яков, 6200 лошадей и 6 верблюдов.

## Известные уроженцы
- Лувсандоржийн Гэлэгбатор (1914-1939) — Герой Монгольской Народной Республики.